# Kpana-Kalo
Kpana-Kalo est une localité du centre de la Côte d'Ivoire et appartenant au département de Dabakala, Région de la Vallée du Bandama. La localité de Kpana-Kalo est un chef-lieu de commune.